# شهرستان مینسک
شهرستان مینسک (به لهستانی: Powiat Mińsk) یک شهرستان در لهستان است که در استان ماسوویان واقع شده‌است. شهرستان مینسک ۱٬۱۶۴٫۳۵ کیلومتر مربع مساحت و ۱۴۱٬۰۴۸ نفر جمعیت دارد.